# Allen Township (comté de Polk, Iowa)
Pour les articles homonymes, voir Allen Township.
Allen Township est un township du comté de Polk en Iowa, aux États-Unis,.
Il est fondé en 1848 et nommé à la mémoire du capitaine James Allen.

## Source de la traduction
- (en) Cet article est partiellement ou en totalité issu de l’article de Wikipédia en anglais intitulé « Allen Township, Polk County, Iowa » (voir la liste des auteurs).